# Vallo della Lucania
Vallo della Lucania község (comune) Olaszország Campania régiójában, Salerno megyében. A Cilento vidék nem hivatalos fővárosaként tartják számon.

## Fekvése
A megye délkeleti részén fekszik, Monte Gelbison és a Monte Stella közötti völgyben. Határai: Cannalonga, Castelnuovo Cilento, Ceraso, Gioi, Moio della Civitella, Novi Velia és Salento.

## Története
Egyes történészek szerint a mai település őse az ókori római Castrum Cornutum volt, amelyet a Cornutumból (dalmatiai város) származó telepesek alapítottak. Első írásos említése Cornuti néven a 13. századból származik. A középkor során nemesi, majd egyházi birtok volt. Miután az 1600-as években a vidéken sorozatos pestisjárványok pusztítottak, a település lakossága megtizedelődött. A túlélők néhány kilométerrel távolabb az egykori központtól Vallo di Novi néven új települést alapítottak. A 18. század végére a Cilento egyik legnagyobb és leggazdagabb településévé vált. A község 1806-ban alakult meg, amikor Joachim Murat felszámolta a feudalizmust a Nápolyi Királyságban.

## Népessége
A népesség számának alakulása:

## Főbb látnivalói
- San Pantaleone-katedrális